# Odontopera ocellaria
Odontopera ocellaria là một loài bướm đêm trong họ Geometridae.